# Icterus wagleri
Icterus wagleri là một loài chim trong họ Icteridae.